# Iglesia de San Pío X (Todoque)
La iglesia de San Pío X fue un templo católico ubicado en Todoque, La Palma (Canarias, España). Construida en 1964, era la segunda iglesia del mundo dedicada al papa Pío X, después de la de Peñuelas.
Fue destruida el 26 de septiembre de 2021 durante la erupción del volcán de Tajogaite.

## Descripción

### Exterior
La iglesia, erigida tras el fin de la posguerra por los propios habitantes de la localidad y emplazada en un terreno donado por un vecino de la zona, presentaba una sencilla fachada encuadrada en el estilo arquitectónico popular canario, aunque con clara influencia mudéjar. Construida a base de ladrillo, el muro frontal poseía un pequeño saliente con una forma ligeramente similar a un trapecio, mientras que la entrada, en arco de medio punto, se hallaba ubicada bajo un rosetón de sencilla factura y un soportal con techo inclinado y cubierta de teja árabe sostenido por cuatro columnas de base rectangular apoyadas sobre pronunciadas basas y coronadas por capiteles de orden toscano. De techo a dos aguas con destacados contrafuertes y ventanas recercadas, a la izquierda de la fachada principal se situaba el campanario, de planta cuadrada y dos cuerpos con balconada, reloj y una cúpula cónica con base octogonal coronada por una cruz. A la izquierda de la puerta de entrada destacaba una pequeña placa con la siguiente inscripción:

PRIMER TEMPLO DEL ORBE CATOLICO
DEDICADO A LA ADVOCACIÓN DEL
GRAN PONTÍFICE DE LA EUCARISTIA
PIO X
X X X - V - MCMLIV
TODOQUE 19-8-84

### Interior
El interior, de planta rectangular y una sola nave, presentaba suelo ajedrezado y techo revestido de madera. De gran simpleza ornamental, la capilla mayor, decorada con un retablo, tenía planta rectangular y se hallaba emplazada tras un arco de medio punto sostenido por columnas embutidas de base cuadrada. Por su parte, el retablo mayor constaba de un cuerpo con tres calles, banco y ático, todo ello realizado en madera policromada y marmoleada. La hornacina central, en arco escarzano y enmarcada por pilastras, albergaba una talla de Cristo crucificado de gran patetismo, mientras que las laterales, en arco de medio punto y aveneradas, poseían la mitad del tamaño del nicho central y mostraban una talla de la Virgen del Carmen la de la izquierda y una imagen de mayores dimensiones del papa Pío X la de la derecha. Entre las hornacinas laterales y el ático destacaban frisos los cuales presentaban, a izquierda y derecha respectivamente, los escudos de la Virgen del Carmen y Pío X enmarcados por pilastras al igual que los nichos laterales y separados de estos por simples cornisas. El ático, cercado por aletones y pináculos y coronado por un frontón triangular, mostraba las imágenes pictóricas de Dios Padre, Jesús y el Espíritu Santo bajo forma de paloma, conformando la iconografía de la Santísima Trinidad.

## Destrucción
El 19 de septiembre de 2021 se inició una erupción en el pinar denominado Cabeza de Vaca, en el municipio de El Paso, quedando el templo ese mismo día dentro del perímetro de seguridad establecido por las autoridades. En el transcurso de las dieciséis horas posteriores se produjeron tres coladas de lava las cuales llegaron a alcanzar una altura de seis metros. Hacia las 14:00 horas del 21 de septiembre la colada principal había alcanzado la localidad de Todoque a una velocidad de aproximadamente 120 metros por hora, motivo por el que se procedió a la retirada de diversos elementos del mobiliario de la iglesia, como imágenes, cuadros, objetos litúrgicos y reliquias, no pudiendo desmontarse el retablo, el cual resultó destruido al igual que los bancos. Tras un periodo de ralentización (cuatro metros por hora), la colada se reactivó alcanzando una velocidad media de alrededor de 100 metros por hora, sobrepasando Todoque y discurriendo cerca de 150 metros hacia el oeste del centro del núcleo poblacional. Afectado por la lava, a las 17:55 horas del 26 de septiembre el campanario del templo colapsó sobre sí mismo, acontecimiento emitido en directo por el programa Conexión BTC de Radio Televisión Canaria y registrado igualmente por varios videoaficionados.